# Severi
Severi, ili punim imenom Severska dinastija je naziv za dinastiju rimskih careva koji su Rimskim Carstvom upravljali od 193. do 235. Osnovao ju je general Septimije Sever došavši na vlast u kaotičnom periodu Godine pet careva. Njenu vladavinu, koju je nakratko (217. – 218.) prekinuo uzurpator Makrin, karakterizirala je relativna ekonomska stabilnost, uspjesi u obrani granica Carstva, kao i pokušaji upravne reforme, uključujući davanje državljanstva svim tadašnjim podanicima. Godine 212. Severe su, međutim, mučili loši odnosi među članovima vladajuće porodice, kao i nepopularnost među redovima tadašnje rimske aristokracije, s obzirom na to da Severi prije dolaska na vlast nisu bili članovi Senata, te su se sve više nastojali oslanjati na vojsku. Godine 235. je posljednji car Aleksandar Sever ubijen od strane vojnika nezadovoljnih načinom na kojim je vodio pohod protiv Alemana, a što je otpočelo dugogodišnje razdoblje kaosa, krvoprolića i građanskih ratova poznat kao kriza 3. stoljeća. Period Severske dinastije se u rimskoj povijesti tradicionalno smatra posljednjim periodom Principata.